# Jón Loftur Árnason
Pour les articles homonymes, voir Jón Árnason.
Jón Loftur Árnason est un joueur d'échecs islandais né le 13 novembre 1960 à Reykjavik.

## Biographie
Grand maître international depuis 1986, il a remporté le championnat du monde cadets (moins de dix-sept ans) en 1977 à Cagnes-sur-Mer (où Garry Kasparov finit troisième), trois fois le championnat islandais (en 1977, 1982 et 1988) et à deux reprises l'open de Reykjavik : en 1988 (seul vainqueur) puis en 1990 (ex æquo avec huit autres joueurs).
Jón Loftur Árnason a représenté l'Islande lors de neuf olympiades de 1978 à 1994, du championnat du monde d'échecs par équipe de 1993 (l'Islande finit cinquième) et de deux championnats d'Europe par équipe (en 1992 et 2015).
Au 1er avril 2016, Jón Loftur Árnason est le numéro sept islandais avec un classement Elo de 2 490.